# العلاقات التوفالية الفرنسية
العلاقات التوفالية الفرنسية هي العلاقات الثنائية التي تجمع بين توفالو وفرنسا.

## مقارنة بين البلدين
هذه مقارنة عامة ومرجعية للدولتين:
| وجه المقارنة                                              | توفالو                         | فرنسا                                                    |
| --------------------------------------------------------- | ------------------------------ | -------------------------------------------------------- |
| المساحة (كم2)                                             | 26                             | 643.80 ألف                                               |
| عدد السكان (نسمة)                                         | 11.19 ألف                      | 67.12 مليون                                              |
| الكثافة السكانية (ن./كم²)                                 | 43.04 ألف                      | 104.26                                                   |
| العاصمة                                                   | فونافوتي                       | باريس                                                    |
| اللغة الرسمية                                             | اللغة التوفالوية، لغة إنجليزية | لغة فرنسية                                               |
| العملة                                                    | دولار توفالو                   | يورو، فرنك س ف ب، فرنك فرنسي، Livre tournois ‏            |
| الناتج المحلي الإجمالي (بليون دولار)                      | 39.73 مليون                    | 2.58 تريليون                                             |
| الناتج المحلي الإجمالي (تعادل القوة الشرائية) بليون دولار | 38.93 مليون                    | 2.87 تريليون                                             |
| الناتج المحلي الإجمالي الاسمي للفرد دولار أمريكي          | 3.29 ألف                       | 36.20 ألف                                                |
| الناتج المحلي الإجمالي للفرد دولار أمريكي                 | 3.77 ألف                       | 39.33 ألف                                                |
| مؤشر التنمية البشرية                                      |                                | 0.888                                                    |
| رمز المكالمات الدولي                                      | +688                           | +33                                                      |
| رمز الإنترنت                                              | .tv                            | .fr، .bzh ‏، .tf، .re، .wf، .yt، .pm، .paris              |
| المنطقة الزمنية                                           | ت ع م+12:00                    | أوروبا/باريس ‏، توقيت وسط أوروبا، توقيت وسط أوروبا الصيفي |

## منظمات دولية مشتركة
يشترك البلدان في عضوية مجموعة من المنظمات الدولية، منها:
| علم المنظمة | اسم المنظمة                   | تاريخ انضمام توفالو | تاريخ انضمام فرنسا |
| ----------- | ----------------------------- | ------------------- | ------------------ |
|             | بنك التنمية الآسيوي           | 1993                | 1970               |
|             | مؤسسة التنمية الدولية         | 24 يونيو 2010       | 30 ديسمبر 1960     |
|             | يونسكو                        | 21 أكتوبر 1991      | 4 نوفمبر 1946      |
|             | الأمم المتحدة                 | 5 سبتمبر 2000       | 24 أكتوبر 1945     |
|             | الاتحاد البريدي العالمي       | ?                   | ?                  |
|             | البنك الدولي للإنشاء والتعمير | 24 يونيو 2010       | 27 ديسمبر 1945     |
|             | الاتحاد الدولي للاتصالات      | 15 أغسطس 1996       | 1866               |
|             | منظمة حظر الأسلحة الكيميائية  | ?                   | ?                  |

## وصلات خارجية
- موقع وزارة الخارجية الفرنسية